# Goldglänzender Laufkäfer

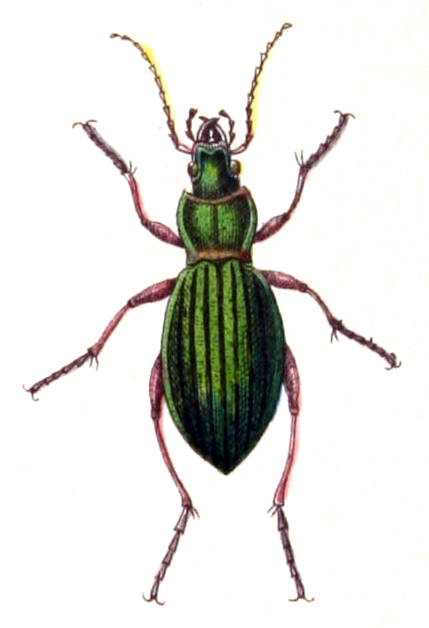
Zeichnung eines Goldglänzenden Laufkäfers

Der Goldglänzende Laufkäfer (Carabus auronitens) ist ein Käfer aus der Gattung der Echten Laufkäfer (Carabus) und der Untergattung Chrysocarabus, die von einigen Autoren auch als Gattung betrachtet wird. Chrysocarabus ist in Europa mit sieben Arten vertreten, die ausnahmslos durch ihre golden glänzenden Farben auffallen.

## Merkmale
Die Käfer werden 18 bis 32 Millimeter lang. Ihre Deckflügel und der Kopf sind goldrot, goldgrün oder selten blau glänzend, das am Ansatz schmale Halsschild ist rötlich, kupfern gefärbt. Die Färbung der Tiere ist sehr variabel. Die Deckflügel tragen jeweils drei kräftige, dunkle Längsrippen, zwischen diesen ist die Oberfläche gekörnt. Die Beine sind schwarz, nur die Schenkel (Femora) sind rot gefärbt. Die Fühler sind schwarz, nur das erste Glied ist rot. Vom ähnlichen Goldlaufkäfer (Carabus auratus) unterscheidet sich der Goldglänzende Laufkäfer vor allem durch die Längsrippen, die bei der ähnlichen Art grüngolden gefärbt sind. Auch sind bei dieser Art die ersten vier Fühlerglieder rot.

### Ähnliche Arten
- Goldlaufkäfer (Carabus auratus)
- Heidelaufkäfer (Carabus nitens)

## Vorkommen
Die Tiere kommen in Mittel-, Ost- und Westeuropa vor. Sie fehlen in Nordeuropa und im Westen südlich der Pyrenäen. Sie leben in feuchten und kühlen Laub- und Mischwäldern, in hohen Lagen auch auf unbewaldeten Gebieten. Man findet sie unter loser Rinde, in Totholz und im Moos vor allem im Gebirge und dem Vorland, maximal bis in eine Höhe von etwa 2.500 Metern. In Westeuropa findet man sie aber auch in der Ebene. Sie kommen zwischen Mai und September vor.

## Lebensweise
Die hauptsächlich nachtaktiven Imagines ernähren sich räuberisch von kleinen Tieren, wie z. B. Schnecken, Würmern und Insekten. Sie klettern dabei auf Bäume bis in etwa sechs Metern Höhe. Die Larven verpuppen sich nach dreimaligem Häuten. Ab dem Spätsommer bzw. Anfang Herbst schlüpft aus den Puppen die nächste Generation von Käfern. Diese Tiere überwintern unter Rinde oder zwischen Totholzritzen bzw. in Baumstümpfen und sind bereits früh im nächsten Jahr aktiv.

## Systematik
Die Art wurde 1792 von Johann Christian Fabricius in seiner Entomologia systematica wissenschaftlich beschrieben und direkt in die bereits 1758 von Carl von Linné etablierten Gattung Carabus eingeordnet, zu der er heute noch gehört. Eine phylogenetische Untersuchung, die den Schluchtwald-Laufkäfer einbezieht, liegt nicht vor und entsprechend können keine Aussagen über die Einordnung innerhalb der Gattung und potenzielle Schwesterarten getroffen werden. Er wird allerdings häufig der Untergattung Chrysocarabus zugeordnet, unter anderem gemeinsam mit Carabus hispanus, Carabus rutilans, Carabus olympiae, Carabus solieri, Carabus splendens und Carabus lineatus.
In der Regel werden drei Unterarten unterschieden. Die Nominatform C. a. auronitens Fabricius, 1792 sowie C. a. costellatus Géhin, 1882, C. a. kraussi Vacher de Lapouge, 1898, C. a. festivus  Dejean, 1826, C. a. escheri Palliardi, 1825 und C. a. punctatoauratus Germar, 1824.

## Belege
1. ↑  Johann Christian Fabricius: Entomologia systematica: emendata et aucta, secundum classes, ordines, genera, species, adjectis synonimis, locis, observationibus, descriptionibus. Hafniae, impensis Christ. Gottl. Proft, 1792; S. 129. (Digitalisat)
2. ↑  Ekkehard Wachmann, Ralph Platen, Dieter Barndt: Laufkäfer – Beobachtung, Lebensweise. Naturbuch-Verlag, Augsburg 1995, ISBN 3-89440-125-7.
3. 1 2  H. Turin, L. Penev, A. Casale (Hrsg.): The genus Carabus in Europe — a synthesis. Pensoft, Sofia 2003; S. 58–62 (Synonyme), S. 118–120 (Bestimmungsschlüssel), S. 265–269 (Artprofil)